# Earl Scruggs
Earl Eugene Scruggs (ur. 6 stycznia 1924 w Flint Hill, w pobliżu Shelby w Karolinie Północnej, zm. 28 marca 2012 w Nashville) – amerykański muzyk country i bluegrass, wirtuoz banjo, popularyzator techniki trójpalcowej, zwanej również techniką Scruggsa.
Scruggs grał na banjo od trzeciego roku życia. Od 1945 roku był członkiem zespołu Blue Grass Boys; za debiutancki album artysty uważa się wydany w r. 1969 Changin' Times, aczkolwiek artysta nagrywał wcześniej jako członek różnych zespołów.

## Wyróżnienia i nagrody
- 1969 – Nagroda Grammy za utwór Foggy Mountain Breakdown
- 1992 – National Medal of Arts
- 2002 – Nagroda Grammy za ponowne nagranie Foggy Mountain Breakdown m.in. ze Steve Martinem[4]
- 2003 – Gwiazda na Hollywood Walk of Fame[3]